# Allorhinocoris flavus
Allorhinocoris flavus är en insektsart som beskrevs av Sahlberg 1878. Allorhinocoris flavus ingår i släktet Allorhinocoris och familjen ängsskinnbaggar. Inga underarter finns listade i Catalogue of Life.